# Periferija Istočna Makedonija i Trakija
Periferija Istočna Makedonija i Trakija (Grčki: Περιφέρεια Ανατολικής Μακεδονίας και Θράκης / Peripheria Anatolikis Makedonias ke Thrakis) je jedna od 13 periferija u Grčkoj.  Smještena je na krajnjem istoku zemlje i obuhvaća istočne dijelove Egejske Makedonije i jugozapadne dijelove Trakijskog poluotoka.

## Zemljopis
Ova periferija je podijeljena na 5 prefektura:
- Prefektura Drama
- Prefektura Evros
- Prefektura Kavala
- Prefektura Rodopi
- Prefektura Ksanti